# FC Flora Tallin (femenino)
La sección femenina del FC Flora Tallin es un club de fútbol femenino de la ciudad de Tallin y juega en la Naiste Meistriliiga, máxima categoría del fútbol femenino en el país.

## Historia
Fundada en marzo de 1997 como equipo femenino del FC Flora Tallin, Flora Naiskond jugó su primer partido de liga en el mes siguiente contra el campeón defensor Pärnu, perdiendo 0-3. A pesar de esto, el equipo disfrutó de algunos éxitos tempranos cuando terminó tercero en la temporada 1998. Flora logró repetir esta hazaña en las próximas dos temporadas en 1999 y 2000.
Las temporadas siguientes fueron más decepcionantes, ya que terminó cuarto en 2001 y 2002 y quinto en 2003. Los problemas se agravaron durante el invierno de 2003 y tuvo que comenzar la temporada 2004 sin un entrenador antes de que Anders Süvari, que había entrenado al equipo antes, regresara en el verano. A pesar de esto, el equipo logró ganar sus primeros 4 partidos de liga. Revitalizada, desafió una vez más a los tres primeros, pero se perdió por poco, perdiendo 2-3 en la penúltima ronda y dejando al equipo a solo dos puntos de las medallas de bronce. Al final de la temporada, Süvari fue reemplazado por Allan Soomets, quien permaneció como entrenador hasta la temporada 2012. Desde diciembre de 2012, el equipo ha sido entrenado por Richard Barnwell.
Flora terminó la liga tercera en la temporada 2007 y 2008, pero finalmente se convirtió en campeona por primera vez en 2018. También han tenido éxito en la Copa Femenina de Estonia, ganando la competencia en 2013 al derrotar a sus rivales de la liga Pärnu 2-0 en la final. El 1 de diciembre de 2015, se nombró gerente a Aleksandra Ševoldajeva.

## Torneos internacionales
Liga de Campeones Femenina de la UEFA
| Año     | Ronda                   | J  | G | E | P | GF | GC |
| ------- | ----------------------- | -- | - | - | - | -- | -- |
| 2019-20 | Fase de grupos          | 3  | 1 | 0 | 2 | 4  | 5  |
| 2020-21 | Ronda 1 - Clasificación | 1  | 0 | 0 | 1 | 0  | 2  |
| 2021-22 | Ronda 1 - Clasificación | 2  | 1 | 0 | 1 | 1  | 2  |
| 2022-23 | Ronda 1 - Clasificación | 2  | 0 | 0 | 2 | 1  | 8  |
| 2023-24 | Ronda 1 - Clasificación | 2  | 0 | 0 | 2 | 6  | 9  |
| 2024-25 | Ronda 1 - Clasificación | 2  | 0 | 1 | 1 | 1  | 2  |
| 2025-26 | Ronda 1 - Clasificación | 0  | 0 | 0 | 0 | 0  | 0  |
| Total   |                         | 12 | 2 | 1 | 9 | 13 | 28 |

Liga Báltica de Fútbol Femenino
| Año   | Ronda      | J  | G | E | P | GF | GC |
| ----- | ---------- | -- | - | - | - | -- | -- |
| 2017  | Tercero    | 4  | 2 | 0 | 2 | 6  | 5  |
| 2018  | Cuarto     | 6  | 2 | 1 | 3 | 10 | 16 |
| 2019  | Subcampeón | 5  | 4 | 0 | 1 | 12 | 6  |
| Total |            | 15 | 8 | 1 | 6 | 28 | 27 |

## Palmarés
| Competición nacional                | Títulos                                           | Subcampeonatos                                       |
| ----------------------------------- | ------------------------------------------------- | ---------------------------------------------------- |
| Naiste Meistriliiga (6/9)           | 2018, 2019, 2020, 2021, 2022, 2023                | 2009, 2010, 2011, 2012, 2013, 2014, 2015, 2016, 2017 |
| Copa Femenina de Estonia (6/2)      | 2007, 2008, 2013, 2017/2018, 2018/2019, 2019/2020 | 2009, 2010                                           |
| Supercopa Femenina de Estonia (5/3) | 2009, 2010, 2018, 2019, 2020                      | 2011, 2014, 2016                                     |